# Sociedad Deportiva Noja
La Sociedad Deportiva Noja è una società calcistica con sede presso Noja, in Cantabria, in Spagna. 
Gioca nella Segunda División B, la terza serie del campionato spagnolo.

## Rosa attuale
| N. |                               | Ruolo | Calciatore      |
| -- | ----------------------------- | ----- | --------------- |
| 1  | Spagna (bandiera)             | P     | Iván Cabrero    |
| 3  | Spagna (bandiera)             | D     | Álvaro Pérez    |
| 4  | Spagna (bandiera)             | D     | Jaime Bustillo  |
| 5  | Guinea Equatoriale (bandiera) | C     | Iván Zarandona  |
| 6  | Spagna (bandiera)             | C     | Nenu            |
| 7  | Spagna (bandiera)             | C     | Manu Ortiz      |
| 8  | Spagna (bandiera)             | A     | Ricki Fernández |
| 9  | Spagna (bandiera)             | A     | Gerardo         |
| 10 | Spagna (bandiera)             | C     | Juan Fresno     |
| 11 | Spagna (bandiera)             | D     | Iñaki Bollaín   |

| N. |                   | Ruolo | Calciatore       |
| -- | ----------------- | ----- | ---------------- |
| 13 | Spagna (bandiera) | P     | Pablo Gómez      |
| 14 | Spagna (bandiera) | D     | Iosu Esnaola     |
| 15 | Spagna (bandiera) | A     | Iker Torre       |
| 16 | Spagna (bandiera) | C     | Dani Guerrero    |
| 18 | Spagna (bandiera) | C     | Luisma           |
| 19 | Spagna (bandiera) | D     | Juanlu           |
| 20 | Spagna (bandiera) | A     | David Moreno     |
| 21 | Spagna (bandiera) | D     | Fernando Resines |
| 22 | Spagna (bandiera) | D     | Fernando Cabero  |
|    | Spagna (bandiera) | A     | Óscar Hernando   |

## Tornei nazionali
- 1ª División: 0 stagioni
- 2ª División: 0 stagioni
- 2ª División B: 4 stagioni
- 3ª División: 23 stagioni

## Stagioni
| Stagioni | Categoria      | Posizione |
| -------- | -------------- | --------- |
| 1963–87  | Cat.regionali  | —         |
| 1987/88  | 3ª             | 13°       |
| 1988/89  | 3ª             | 17°       |
| 1989/90  | 3ª             | 12°       |
| 1990/91  | 3ª             | 18°       |
| 1991/92  | Cat. regionali | —         |
| 1992/93  | 3ª             | 4°        |
| 1993/94  | 3ª             | 1°        |
| 1994/95  | 3ª             | 7°        |
| 1995/96  | 3ª             | 4°        |
| 1996/97  | 3ª             | 7°        |
| 1997/98  | 3ª             | 2°        |
| 1998/99  | 2ªB            | 17°       |
| 1999/00  | 3ª             | 1°        |

| Stagioni | Categoria | Posizione |
| -------- | --------- | --------- |
| 2000/01  | 3ª        | 1°        |
| 2001/02  | 3ª        | 1°        |
| 2002/03  | 2ªB       | 18°       |
| 2003/04  | 3ª        | 1°        |
| 2004/05  | 3ª        | 4°        |
| 2005/06  | 3ª        | 4°        |
| 2006/07  | 3ª        | 1°        |
| 2007/08  | 3ª        | 3°        |
| 2008/09  | 3ª        | 2°        |
| 2009/10  | 3ª        | 1°        |
| 2010/11  | 3ª        | 1°        |
| 2011/12  | 3ª        | 1°        |
| 2012/13  | 2ªB       | —         |

## Palmarès

### Competizioni nazionali
- Tercera División: 9

1993-1994, 1999-2000, 2000-2001, 2001-2002, 2003-2004, 2006-2007, 2009-2010, 2010-2011, 2011-2012

### Altri piazzamenti
- Tercera División:

Secondo posto: 2008-2009
Terzo posto: 2007-2008